# Vassili Nebenzia
Vassili Alexievitch Nebenzia (en russe : Василий Алексеевич Небензя), né le 26 février 1962 à Volgograd, est un diplomate russe. Depuis 2017, il est représentant permanent de la Russie au Conseil de sécurité de l'Organisation des Nations unies.

## Biographie

### Enfance et formation
Vassili Nebenzia naît à Volgograd le 26 février 1962. Il sort diplômé de l'Institut d'État des relations internationales de Moscou en 1983 et commence une carrière diplomatique.

### Carrière
À partir de 1983, Vassili Nebenzia occupe diverses fonctions au ministère des Affaires étrangères de l'URSS. De 1988 à 1990, il est attaché à l'ambassade soviétique en Thaïlande. De 1990 à 1992, il est troisième puis second conseiller à la direction des organisations internationales.
De 1993 à 1996, Vassili Nebenzia est chef de division au département des organisations internationales du ministère russe des Affaires étrangères. De 1996 à 2000, il occupe les fonctions de conseiller principal auprès de la Mission permanente de la Russie auprès des Nations unies.
De 2000 à 2003, il occupe le poste de chef de section du département des organisations internationales au ministère des Affaires étrangères. En 2003, il est promu directeur adjoint de ce département, poste qu'il occupe jusqu'en 2006. De 2006 à 2012, il est adjoint au représentant permanent de la fédération de Russie auprès du Bureau des Nations unies et des organisations internationales à Genève.
De 2012 à 2013, il est directeur du département de la coopération humanitaire et des droits de l'homme au sein du ministère des Affaires étrangères. En 2013, il devient vice-ministre des Affaires étrangères.

### Représentant russe auprès de l'ONU
Il est le représentant de la Russie auprès des Nations unies depuis le 28 juillet 2017, après avoir remis ses lettres de créance au secrétaire général de l'ONU António Guterres. Sa fonction l'amène, comme son prédécesseur, à rejeter toute éventuelle sanction ou résolution du conseil de sécurité à l'encontre du régime syrien de Bachar el-Assad dans le cadre de la guerre civile syrienne,.
Au moment du déclenchement de l'invasion de l'Ukraine par la Russie en 2022, Vassili Nebenzia assure la présidence du Conseil de sécurité des Nations unies (une présidence tournante pour une période d'un mois). L'invasion est annoncée par Vladimir Poutine pendant une séance du Conseil de sécurité le soir du 23 février 2022 (heure de New York). Quand le représentant de l'Ukraine aux Nations unies Serhiy Kyslytsya demande à Nebenzia « d'appeler Poutine, d'appeler [le ministre russe des Affaires étrangères Sergueï] Lavrov » et « d'arrêter la guerre », ce dernier répond qu'il « ne compte pas réveiller Lavrov » et « qu'il ne s'agit pas d'une guerre mais d'une opération militaire contre la junte en place à Kiev »,,.